# 얄로바주

얄로바주의 위치

얄로바주(튀르키예어: Yalova ili)는 튀르키예 북서부와 마르마라해 동부 연안에 위치한 주로, 마르마라 지역에 속한다. 주도는 얄로바이며 면적은 847km2, 인구는 287,106명(2006년 기준), 자동차 번호는 77번, 시외전화 지역번호는 0226번이다. 남쪽으로는 부르사주, 동쪽으로는 코자엘리주와 접하며 4개 군을 관할한다. 1995년 이전까지는 이스탄불주의 일부로 남아 있었다.